# Gail Pimm
Gail Pimm ist eine ehemalige kanadische Squashspielerin.

## Karriere
Gail Pimm war in den 1980er-Jahren auf der WSA World Tour aktiv. Mit der kanadischen Nationalmannschaft nahm sie 1985, 1987 und 1989 an der Weltmeisterschaft teil. 1985 und 1987 belegte sie dabei mit der Mannschaft jeweils den fünften Platz.
Bei Weltmeisterschaften im Einzel stand Pimm 1985 und 1987 jeweils im Hauptfeld. Während sie 1985 in der Auftaktrunde Heather Wallace unterlag, erreichte sie 1987 die dritte Runde. In dieser verlor sie gegen Alison Cumings in drei Sätzen. 1986 wurde Pimm kanadische Meisterin.

## Erfolge
- Kanadische Meisterin: 1986